# St. Leonhard (Zeyern)

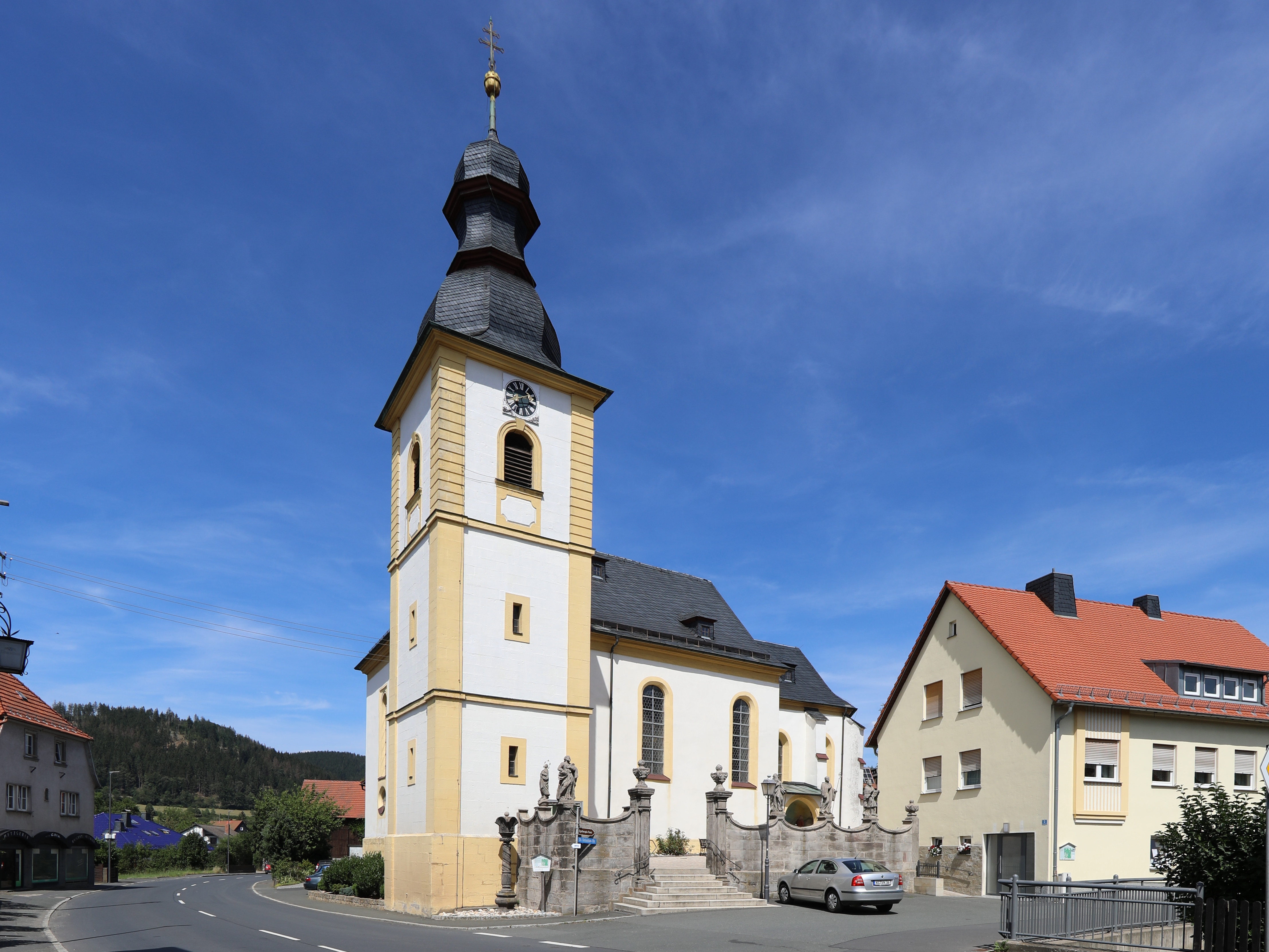
Katholische Pfarrkirche St. Leonhard in Zeyern

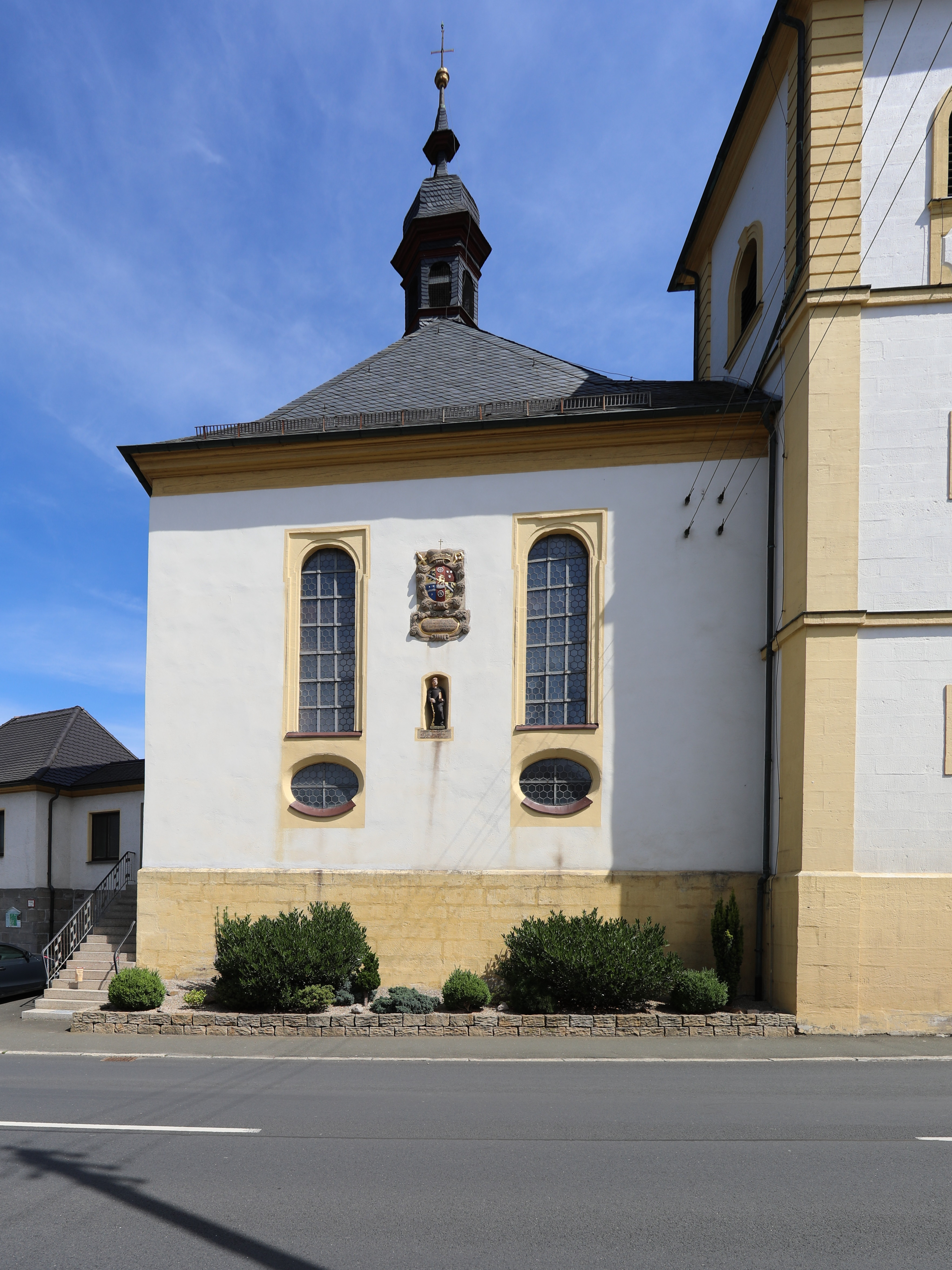
Westfassade

Die römisch-katholische Pfarrkirche St. Leonhard steht in Zeyern, einem Gemeindeteil des oberfränkischen Marktes Marktrodach im Landkreis Kronach. Sie entstand im 18. Jahrhundert. Die Pfarrei im Naturpark Frankenwald gehört zum Dekanat und Seelsorgebereich Kronach des Erzbistums Bamberg.

## Baugeschichte
Der Kern der Wände des Chors stammt aus dem 15. Jahrhundert. Im Oktober 1553 ließ Albrecht II. Alcibiades von Brandenburg-Kulmbach im Verlauf des Zweiten Markgrafenkriegs Zeyern niederbrennen. Dabei wurde die kleine Kirche schwer beschädigt. Im Jahr 1560 erfolgte die Erhebung zur katholischen Pfarrkirche, nachdem die Mutterpfarrei Seibelsdorf protestantisch geworden war.
Im Verlauf des Dreißigjährigen Kriegs wurde die Kirche 1632 niedergebrannt. Schon 1638 besaß die Kirchengemeinde wieder ein funktionsfähiges Gotteshaus. Im Jahr 1721 errichteten die Maurermeister Lorenz Stöcklein und Johann Georg Neißel sowie der Zimmermeister Johann Amb ein neues Langhaus nach Plänen von Johann Andreas Tribl. Die Schäden eines Brandes am Langhaus im Jahr 1732 reparierte vor allem der Zimmermeister Johann Amb. In den Jahren 1747/1748 folgte der Neubau des abgebrannten Kirchturms nach leicht veränderten Pläne von Johann Jakob Michael Küchel durch den Maurermeister Johann Heinrich Wagenholtz und den Zimmermeister Johann Amb. Der Abschluss der Bauarbeiten war der Sakristeianbau im Jahr 1754. Eine Restaurierung wurde 1951/1952 durchgeführt.

## Baubeschreibung
Die verputzte Saalkirche steht in der Dorfmitte. Die Erschließung des Kirchenareals erfolgt über eine sechsstufige Treppe, die in den dekorativ gestalteten, von einer Mauer umgebenen Kirchhof führt.
Die Kirche hat einen eingezogenen Chor zu zwei Achsen, mit dreiseitigem Schluss und eine durch Strebepfeiler besetzte Fassade. Der Chorraum wird von einer Flachdecke mit einer seitlichen Hohlkehle überspannt und von spitzbogigen Fenstern belichtet. Ein runder Chorbogen öffnet den Chorraum zum Langhaus, das drei Achsen hat und ebenfalls von einer Flachdecke mit einer seitlichen Hohlkehle überspannt wird. Rundbogige Fenster belichten den Innenraum, in dem vier Holzsäulen mit ionischen Kapitellen stehen, die die Empore tragen. Die u-förmige Empore ist eingeschossig in der westlichen Achse der Langhausseitenwände und zweigeschossig an der Westseite. Auf der oberen Empore, die im Mittelabschnitt vorgezogen ist, steht die Orgel.
Die Westfassade besteht aus zwei querovalen Fenstern in der unteren Zone und zwei Rundbogenfenstern mit geohrten Rechteckrahmen in der oberen Zone. Zwischen den Fenstern steht über einem Chronogramm in einer Nische eine Sandsteinfigur des heiligen Leonhard. Darüber befindet sich ein Sandsteinrelief mit dem farbig gefassten Amtswappen des Fürstbischofs von Bamberg Lothar Franz von Schönborn. Das verschieferte Langhausdach ist gegen Westen abgewalmt und besitzt am westlichen Ende einen sechsseitigen Dachreiter mit rundbogigen Öffnungen und einer geschwungenen Kuppel.
Der Kirchturm steht an der Südwestecke des Langhauses an der Dorfstraße. Er besteht aus einem hohen Sockel und drei annähernd gleich hohen Geschossen mit quadratischen Grundrissen. Zwei Bandgesimse, das Traufgesims und Ecklisenen, im obersten Geschoss genutet, gliedern die Putzfassade. In den beiden unteren Geschossen befinden sich kleine rechteckige Fenster und im Obergeschoss rundbogige Schallfenster. Den oberen Abschluss bilden eine verschieferte, achtseitige Kuppel mit einer geschlossenen und geschweiften Laterne und eine zweite geschwungene Kuppel. Bekrönt wird der Kirchturm von einem goldenen Turmknauf und einem Kreuz mit zwei unterschiedlich großen Querbalken.
Die Sakristei, ein zweigeschossiger Anbau mit Walmdach, befindet sich im nördlichen Chorwinkel, eine Ölberggruppe im südlichen Chorwinkel.

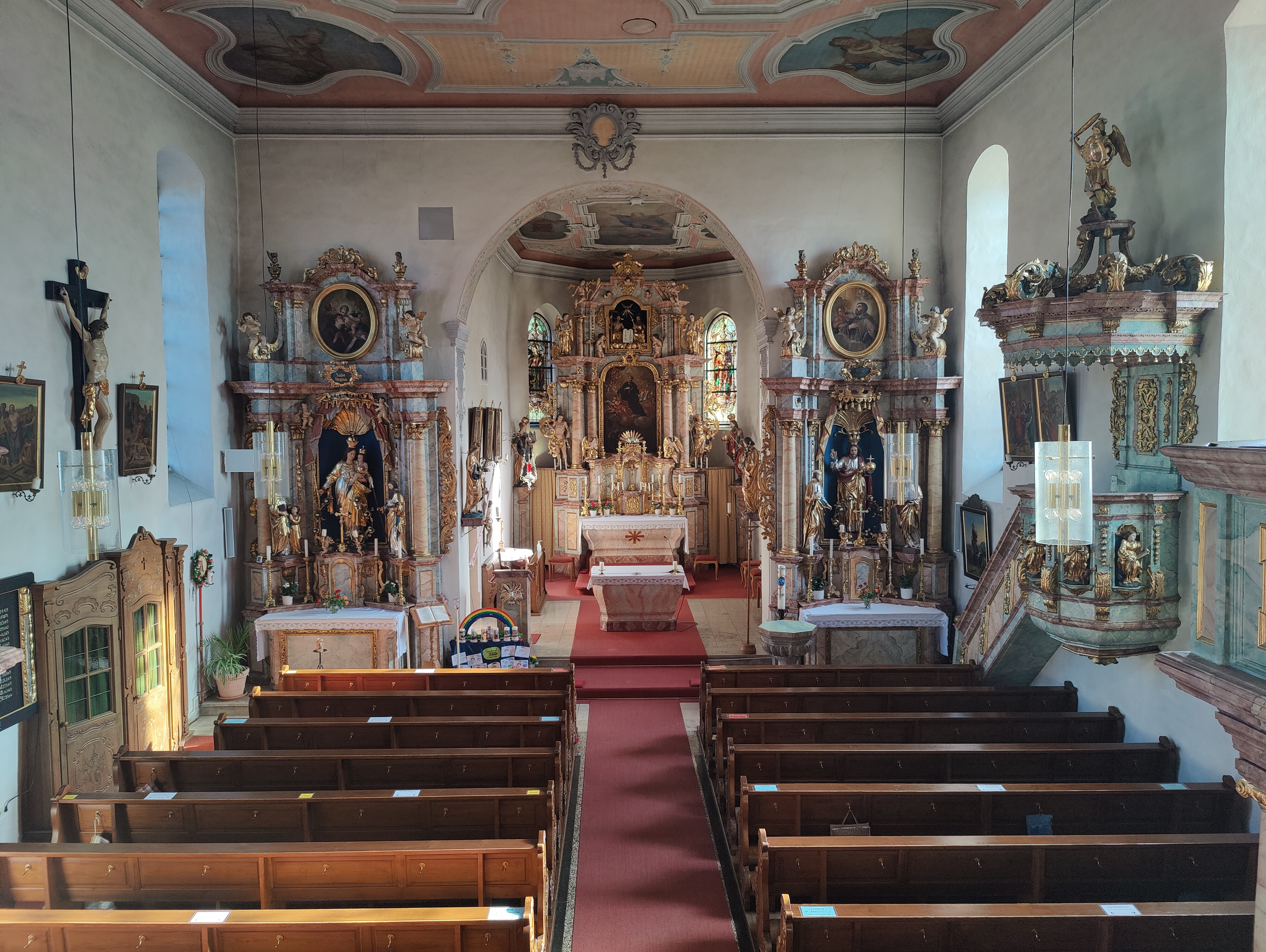
Innenraum

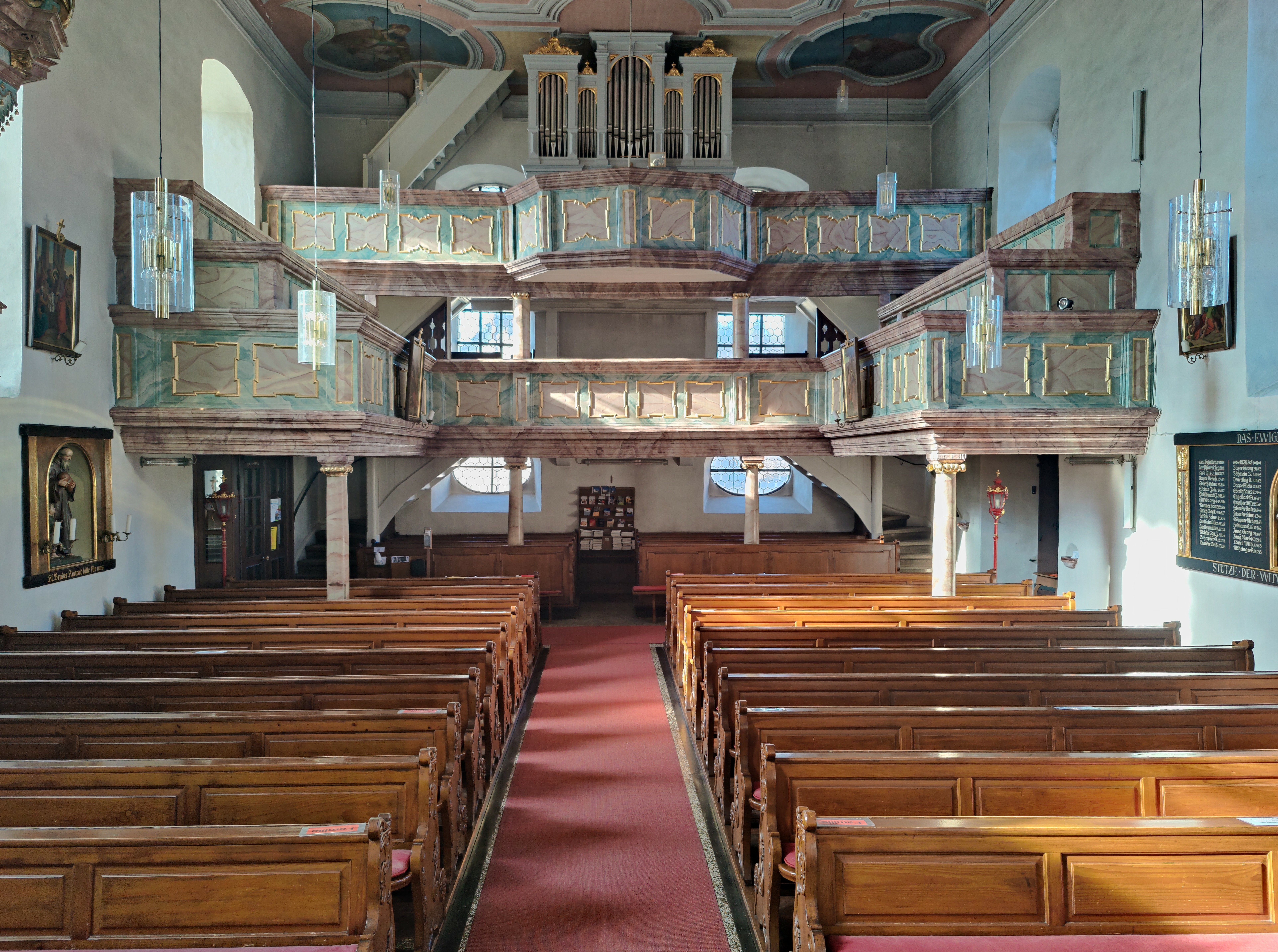
Orgelempore

## Ausstattung
Die 1733/1734 entstandenen Stuckarbeiten stammen von Marx Greupner. Die Deckengemälde schuf 1868 Sebastian Holzner. Das Hauptfeld der Chordecke stellt die Leibliche Aufnahme Mariens in den Himmel dar. Im Langhaus zeigt das Hauptfeld das Abendmahl Jesu. In den beiden Nebenfeldern sind der Emmausgang und die Heiligen Drei Könige dargestellt.
Der Aufbau des Hochaltars, der 1744 angeschafft wurde, besteht aus zwei Paaren schräg angeordneter Freisäulen und Pilaster aus marmoriertem Holz. Das Altarblatt stellt die Verklärung des heiligen Leonhard dar. Den seitlichen Abschluss bilden Holzfiguren der Heiligen Sebastian und Florian vor durchbrochener Akanthusschnitzerei. Der Altarauszug zeigt eine neugotische Figurengruppe der Trinität. Neben dem Altar stehen auf eigenen Sockeln Holzfiguren der Heiligen Heinrich und Kunigunde, der Bistumspatronen.
Auch die beiden 1745 angeschafften Seitenaltäre haben marmorierte Holzaufbauten. In der Mittelnische des linken Seitenaltars steht die Muttergottes, flankiert von Figuren der Heiligen Anna und Joachim. Der  Altarauszug zeigt ein hochovales Gemälde des heiligen Antonius von Padua. In der Mittelnische des rechten Seitenaltars steht Salvator mundi, flankiert von Figuren der Heiligen Petrus und Paulus. Der  Altarauszug zeigt ein hochovales Gemälde des heiligen Nepomuk.
Die Kanzel entstand 1746. Sie besteht aus einem marmorierten Holzaufbau und hat einen polygonalen Korb. Vor den Brüstungsfeldern stehen Figuren des Salvator und der vier Evangelisten. Den Schalldeckel bekrönt eine Holzfigur des Erzengels Michael.

### Orgel
Eine 1721 angeschaffte Orgel stammte von Daniel Felix Streit aus Kulmbach. Eine Orgel des frühen 19. Jahrhunderts war von Johann Conrad Wiegleb. Die aktuelle Orgel stellte 1983 Hey Orgelbau mit 14 Registern auf zwei Manualen und Pedal auf. Der Orgelprospekt in Formen der Neurenaissance stammt von der Vorgängerorgel.